# Schiffswrack von Kap Iria
Das Schiffswrack von Kap Iria aus der Zeit um 1200 v. Chr. wurde im Jahr 1962 vor Kap Iria (griechisch Άκρα Ίρια Akra Iria oder Ακρωτήριο των Ιρίων Akrotirio ton Irion) im Argolischen Golf der Ägäis entdeckt. Das Kap liegt an der Küste der griechischen Landschaft Argolis im Nordosten des Peloponnes.
Die Hauptmasse des Wracks befindet sich in 12 bis 25 Metern Tiefe, 15 Meter vom Ufer entfernt, etwa 100 Meter nördlich von Kap Iria und bedeckt eine Fläche von 120 m². Nach der zufälligen Entdeckung wurde die Stelle 1993 bis 1994 systematisch ausgegraben. Die Funde werden zurzeit noch im Museum von Spetses untersucht. Da nur Tongefäße und keine Metallteile gefunden wurden, ist zu vermuten, dass noch weitere Fundstücke im Meer liegen.
Nach den Gefäßen zu schließen (spätzypriotisch IIc und spätminoisch IIIB2, um 1200 v. Chr.) ist das Schiff an der Süd- oder Westküste Zyperns gestartet und über Kreta zur Argolis gelangt, an deren Südküste sich wichtige Handelszentren befanden. Es transportierte im Wesentlichen Olivenöl und ist auf Grund eines plötzlichen Schlechtwettereinbruches gesunken.
Das Wrack, das keine besonders seltene Fracht transportierte, bezeugt einen regen Handel zwischen Zypern, dem (damals mykenischen) Kreta und der Argolis (einem bedeutenden Zentrum der mykenischen Kultur) im ausgehenden 13. Jahrhundert v. Chr.